# Marc Rastoin
Pour les articles homonymes, voir Famille Rastoin.
Marc Rastoin, né le 30 avril 1967, est un prêtre catholique jésuite et exégète français.

## Biographie
Marc Rastoin est né le 30 avril 1967. Il est le fils de Jean Rastoin (1932-2009), ingénieur, et de Jacqueline Rastoin (1934-2008), traductrice et essayiste et le frère de Cécile Rastoin, du carmel de Montmartre.
Diplômé de l'Institut d'études politiques de Paris en 1988, Marc Rastoin est licencié en théologie en 1999 sous la direction de Paul Beauchamp.
Le 14 octobre 2002, il soutient sa thèse en théologie biblique à l’Université pontificale urbanienne de Rome sous la direction du jésuite Jean-Noël Aletti. Sa thèse porte sur la façon dont saint Paul, dans la lettre aux Galates, a su construire son argumentation, aussi bien à l’adresse des juifs familiers des Écritures que des Grecs formés à la rhétorique et à la philosophie. L'année suivante, il publie sa thèse qui est bien accueillie. Jean-Pierre Lémonon émet quelques réserves qui « n'enlèvent rien au grand mérite de l'ouvrage qui permet de mieux pénétrer dans l'univers paulinien ».
À la suite de cette thèse, Marc Rastoin est envoyé au Centre Sèvres - Facultés jésuites de Paris, où il enseigne la Bible afin que « tous puissent découvrir les richesses des Écritures ». Il s'intéresse aussi au cinéma et à la littérature contemporaine.
Il est passionné par l’histoire ainsi que par le judaïsme et la lecture juive des Écritures.
Depuis 2007, il enseigne également, à l’Institut biblique pontifical de Rome (introduction à saint Paul ou aux évangiles synoptiques). Il s’intéresse aux recherches exégétiques sur saint Paul ainsi qu’à tout ce qui touche à la recherche sur le Jésus de l’histoire et la façon dont il a compris sa mission messianique. Il est à ce titre responsable du Bulletin Évangiles synoptiques et Actes publié dans la revue Recherches de science religieuse.
Il s’intéresse également à la théologie de l’évangéliste saint Luc et au dialogue judéo-chrétien.
Il a appartenu à l’équipe pastorale de l’église Saint-Ignace à Paris animant des propositions pour les couples et participant à la catéchèse des enfants de 2002 à 2015.
Le 5 novembre 2014, il est nommé conseiller du père Général de la Compagnie de Jésus pour les relations avec le judaïsme (Advisor for the relations with Judaism) en remplacement de Jean-Pierre Sonnet, nommé professeur à l'Université pontificale grégorienne[réf. nécessaire].

## Publications

### Auteur
- Tarse et Jérusalem : La double culture de l’apôtre Paul en Ga 3,6-4,7, Ed. Pontificio Istituto Biblico,, coll. « Analecta Biblica » (no 152), 2003, 376 p. (ISBN 88-7653-152-1)
- « Les judéoconvers dans la Compagnie de Jésus : un secret bien gardé », Sigila, no 22,‎ 2008, p. 89-98 (ISSN 1286-1715)
- Du même sang que Notre Seigneur. Juifs et jésuites aux débuts de la Compagnie, Bayard, 2011, 350 p. (ISBN 978-2-22748-259-3)
- Le mariage dans la Bible (en collab.), Éditions du Cerf, 2016, 189 p. (ISBN 978-2-20409-347-7)
- Je suis venu jeter un feu sur la Terre : homélies pour toute l'année, Salvator, 2016, 189 p. (ISBN 978-2-7067-1335-4)
- Entrer dans l’Évangile avec saint Ignace, Salvator, 2017, 168 p. (ISBN 978-2-7067-1566-2)
- (en) Jesus, with Style. Luke’s literary and theological genius, Peeters, 2023, 155 p. (ISBN 978-9-0429-5212-6)
- Guide catho des séries.100 séries passées au révélateur spi, Emmanuel, 2025, 260 p.

### Traducteur
- Daniel Boyarin (préf. Philippe Barbarin), Le Christ juif, Éditions du Cerf, 2013, 190 p. (ISBN 978-2-204-09958-5)
- Daniel Boyarin (trad. avec Cécile Rastoin), Une patrie portative: le Talmud de Babylone comme diaspora, Éditions du Cerf, 2016, 252 p. (ISBN 978-2-204-10622-1)